# Geodatastyrelsen
Geodatastyrelsen (deutsch Geodatenbehörde) ist eine dänische Katasterbehörde. Rund 300 Mitarbeiter sind am Dienstsitz im Nordwesten von Kopenhagen beschäftigt. Die Behörde ist seit 2015 dem Ministerium für Energie, Versorgung und Klima unterstellt.
Zum Zuständigkeitsbereich zählt die amtliche Vermessung Dänemarks, der Färöer, Grönlands und der umliegenden Gewässer, die Ausarbeitung von See- und topografischen Karten und der Verwaltung von Liegenschaftskarten für diese Gebiete.
Die Behörde entstand am 1. Januar 1989 als Kort & Matrikelstyrelsen (kurz KMS; dt. Karten- & Katasterbehörde) durch eine Zusammenlegung der drei Institutionen Geodætisk Institut (Geodätisches Institut), Søkortarkivet (Seekartenarchiv) und dem Matrikeldirektoratet (Katasteramt), die damals noch dem Stadt- und Wohnungsministerium (By- og Boligministeriet) unterstanden. 2001 wurde die Einrichtung mit Bildung der Regierung Anders Fogh Rasmussen I dem Umweltministerium zugeordnet. Zum Jahresbeginn 2013 wurde die Behörde per Gesetz in Geodatastyrelsen umbenannt. Größter Abnehmer der angebotenen Dienste sind die dänischen Streitkräfte.